# Гочар, Йозеф
Йозеф Гочар (чеш. Josef Gočár; 13 марта 1880, Семин близ Пардубице — 10 сентября 1945, Йичин) — чешский архитектор и градостроитель. Один из основателей современной чешской архитектуры. Член Чешской академии наук и искусства.

## Жизнь и творчество
Й. Гочар был учеником архитектора Яна Котеры. Здания, построенные Гочаром в его ранний период творчества, созданы в кубистском стиле. Позднее — в чешском специфическом строительном стиле, в рондокубизме. В конце 1920-х годов его постройки принимают черты функционализма. Однако сам архитектор не присоединяется у функционалистскому движению. Особенно много внимания как зодчий и специалист по городской планировке Й. Гочар уделял городу Градец-Кралове. Занимался также преподавательской деятельностью.
На Всемирной выставке в Париже (1925) Йозеф Гочар был удостоен высшей награды — Гран При по классу архитектуры.

## Постройки (избранное)
- Дом «У чёрной божьей матери», Прага (1911-12)
- Банк Чехословацких Легионеров, Прага (1922-25)
- Дом Масарика, Градец Кралове (1924-26)
- Учебный комплекс в Тылеве близ Градец Кралове (1924-27)
- Виллы в пражском районе Баба (1928-34)
- Павильоны и виллы в Лазне-Богданеч

## Галерея

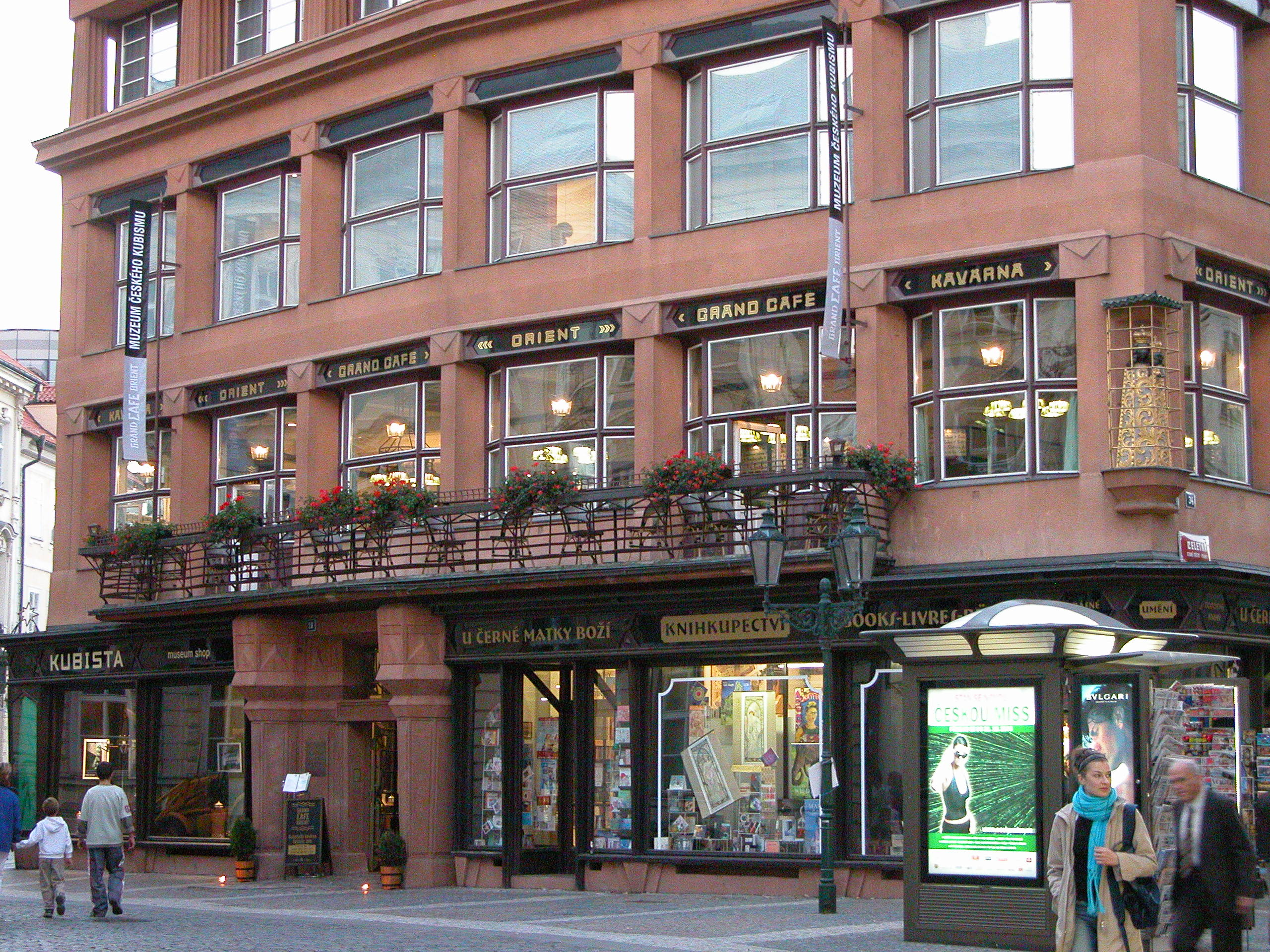
Дом «У Чёрной Матери Божьей», Прага
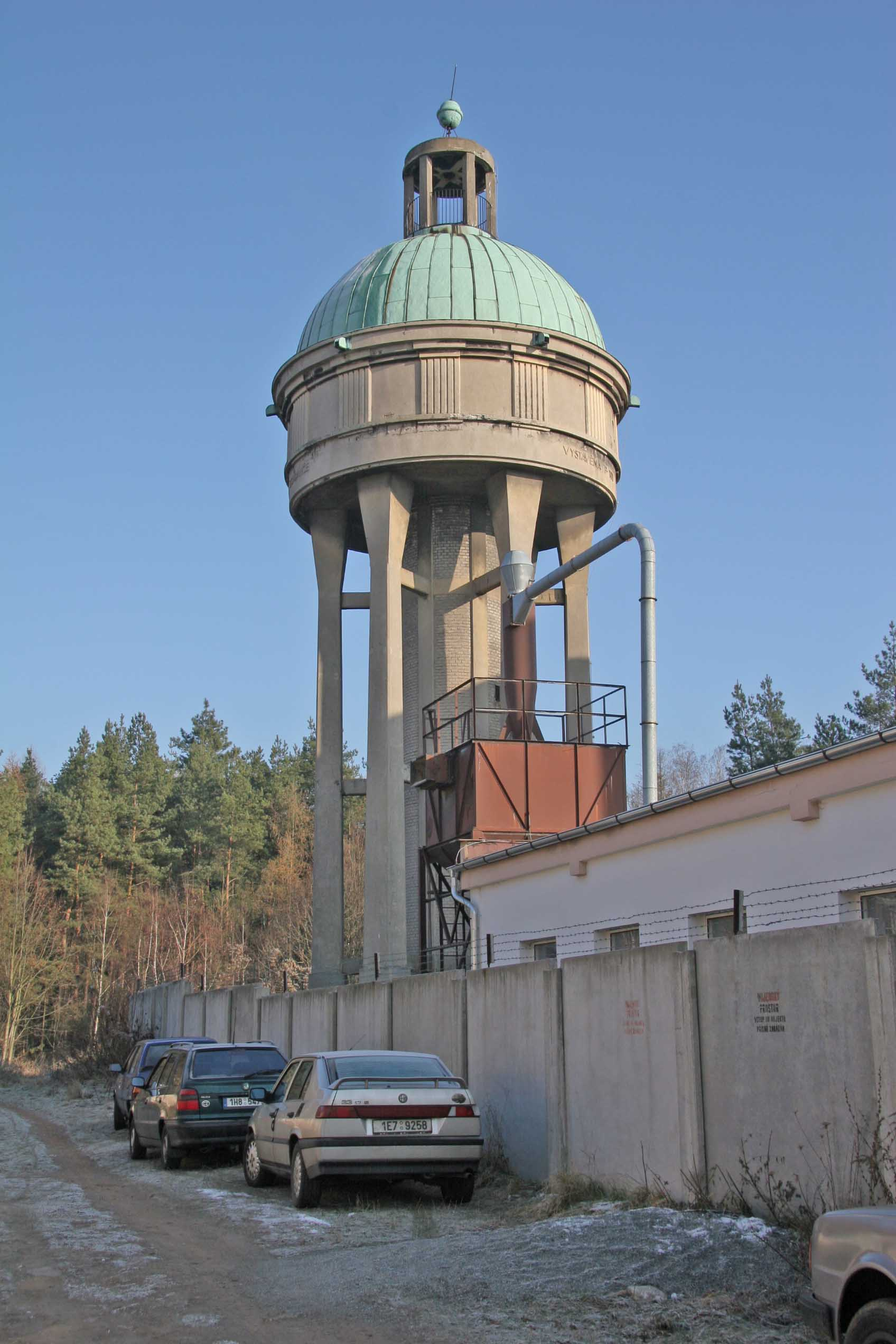
Водонапортная башня в Лазне-Богданеч
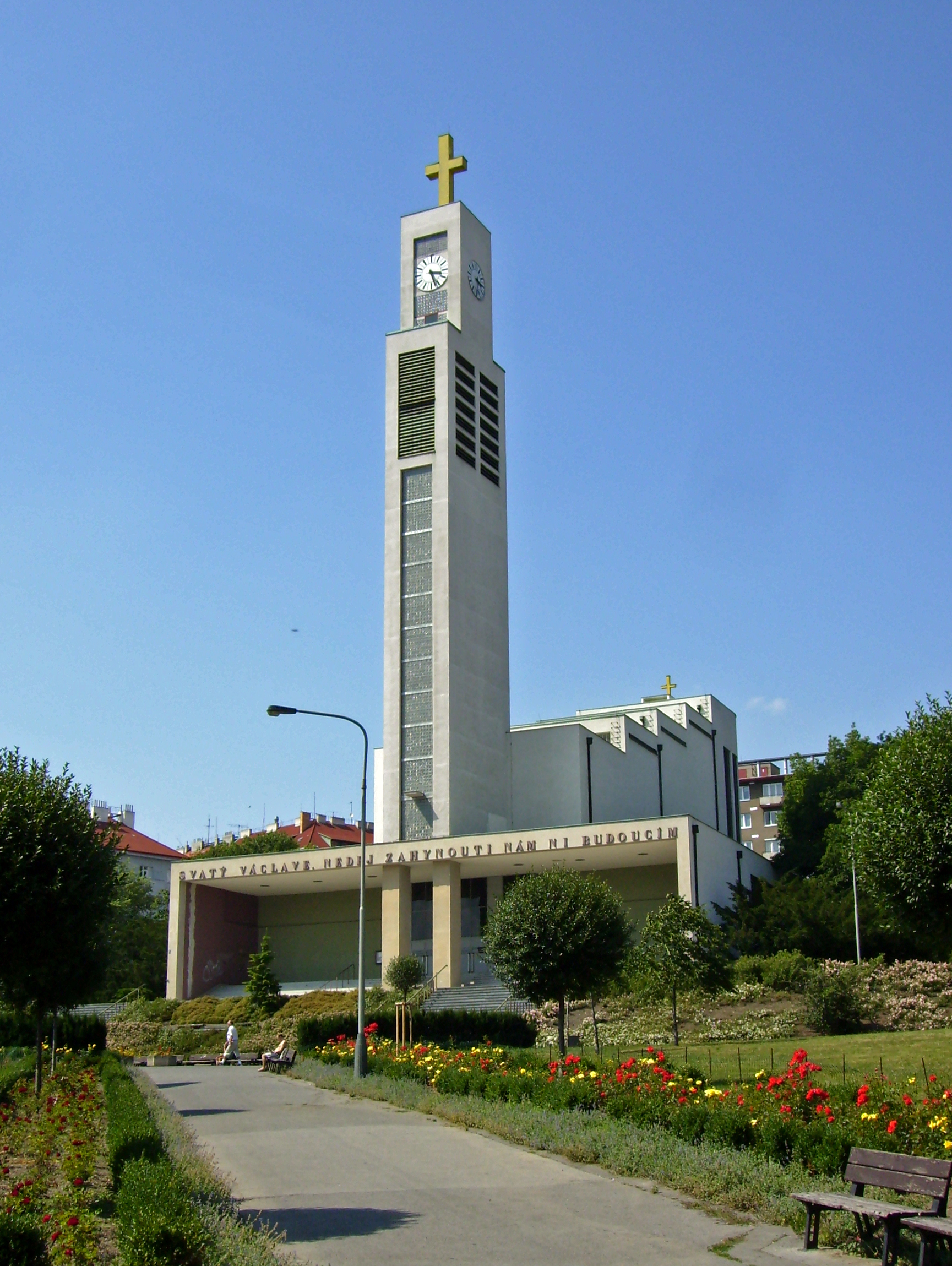
Собор Са. Вацлава, Прага
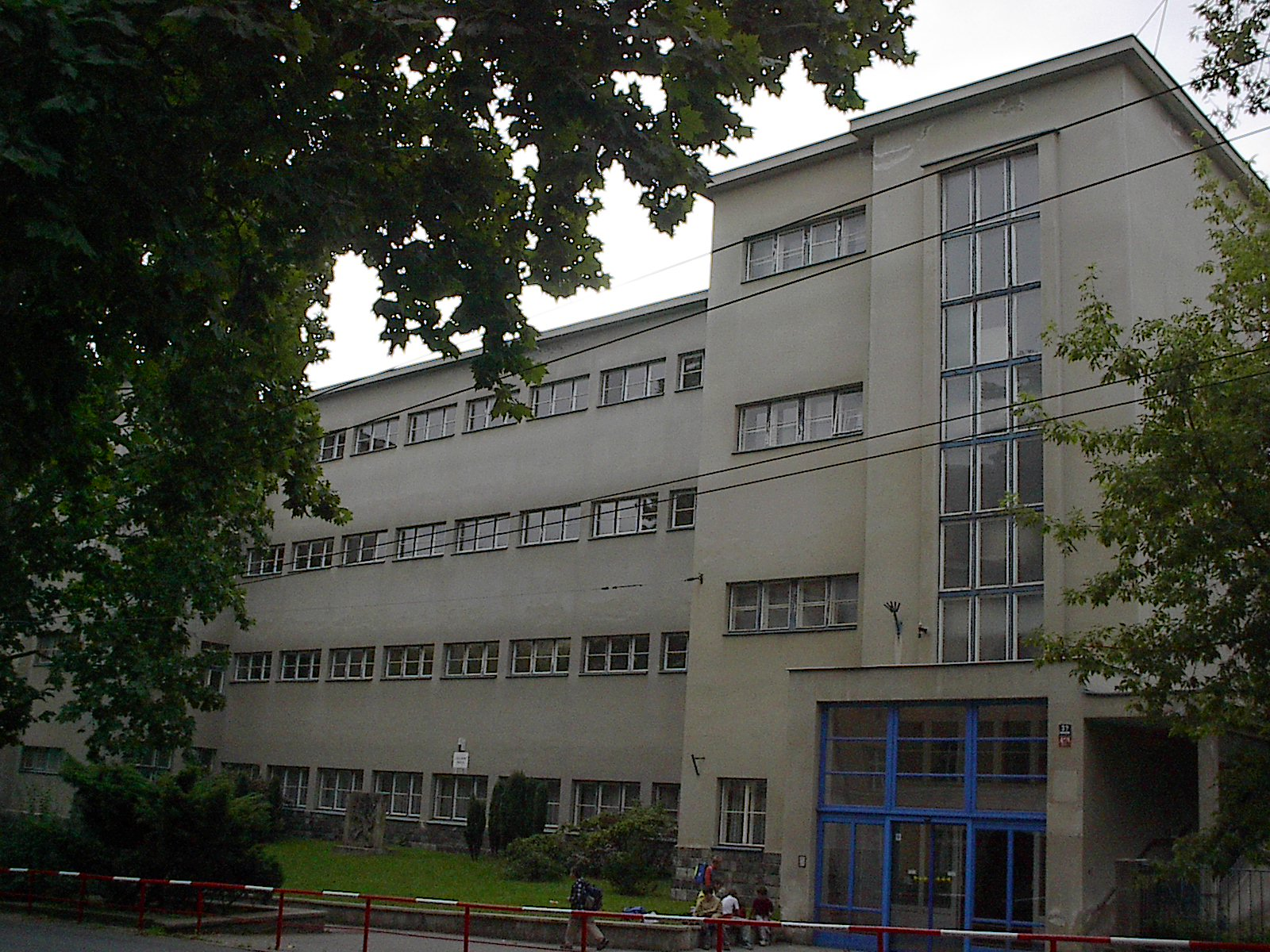
Школа, Усти над Лабем
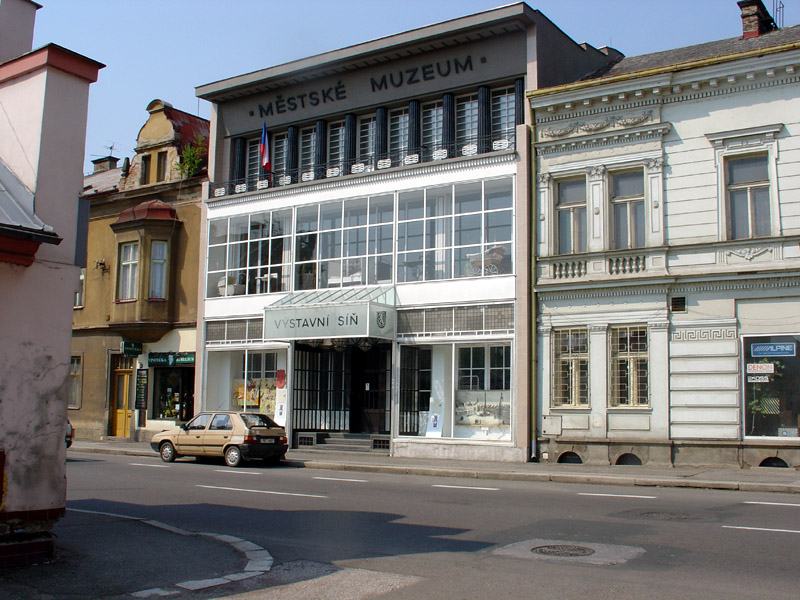
Городской музей, Яромерж
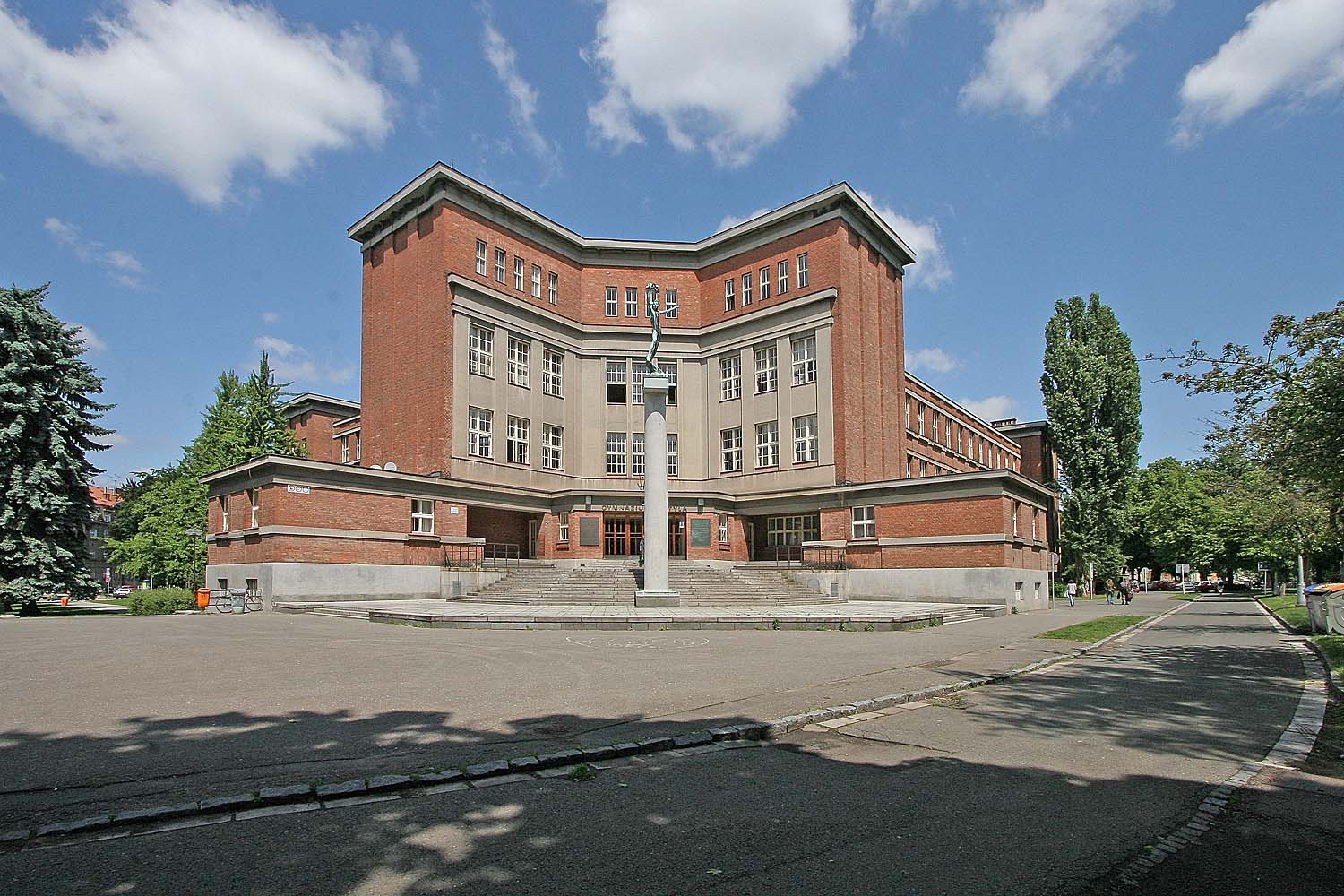
Гимназия Каэтана Тыла, Градец Кралове
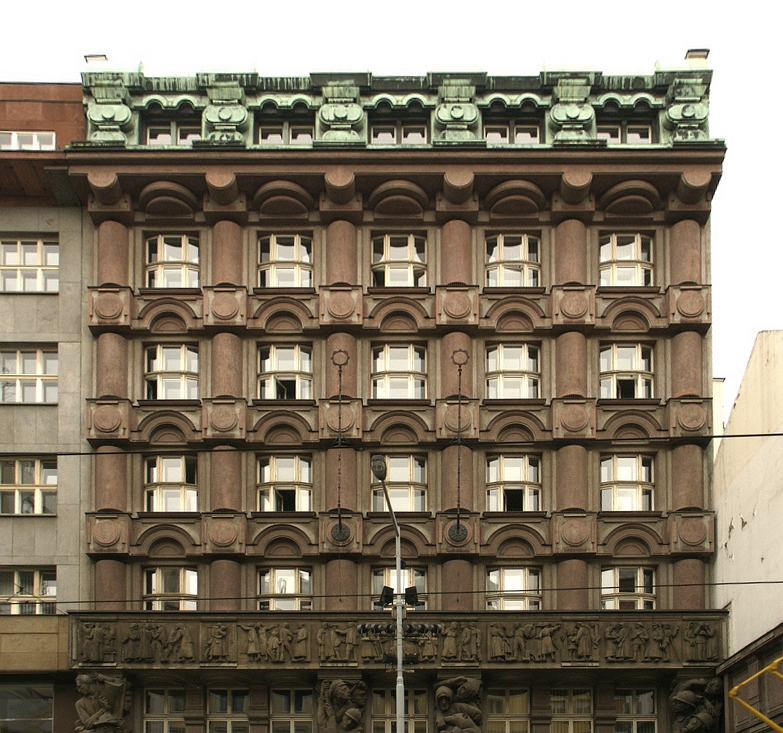
Банк Чешских Легионов, Прага
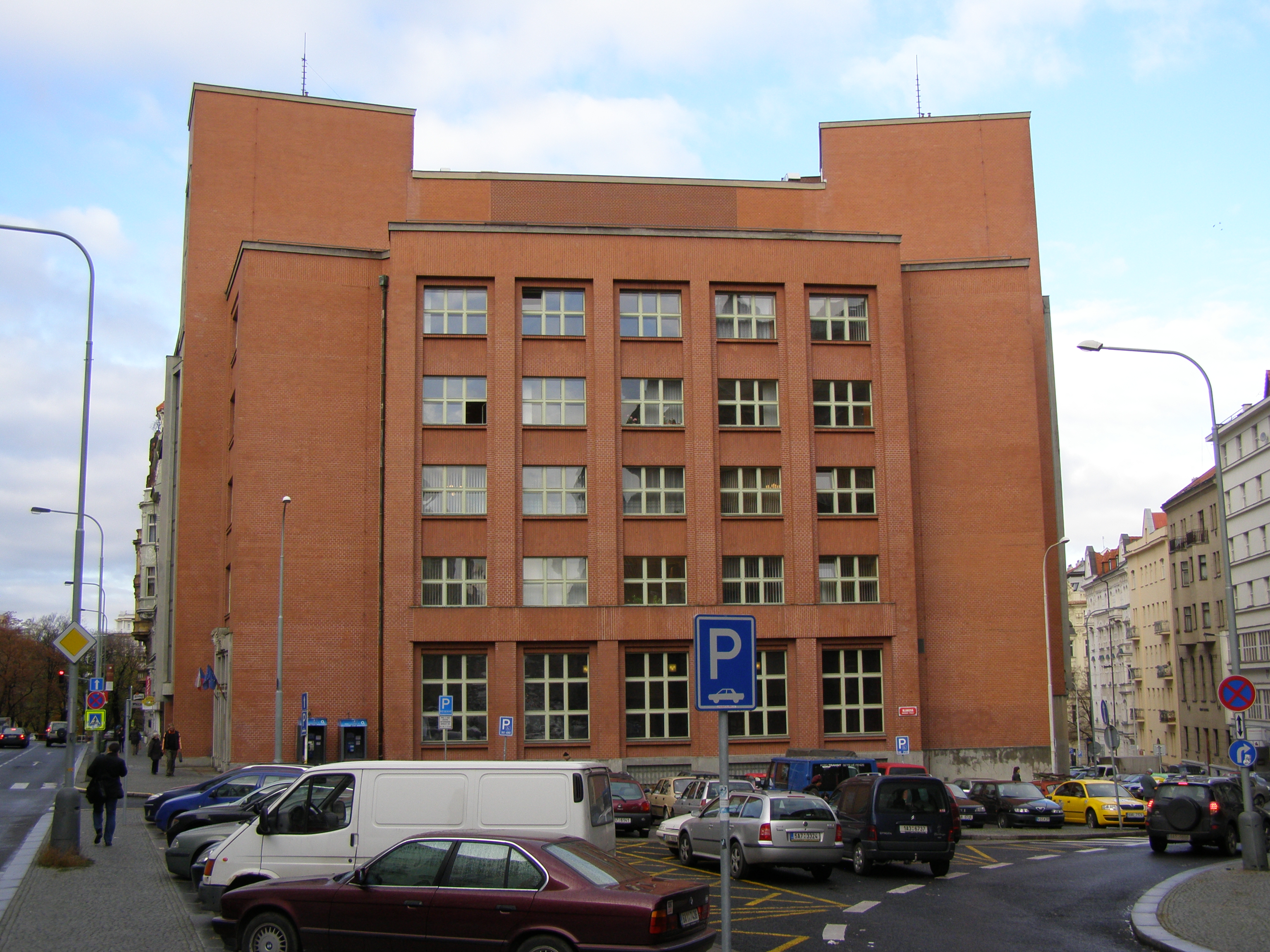
Дом земледельческого управления
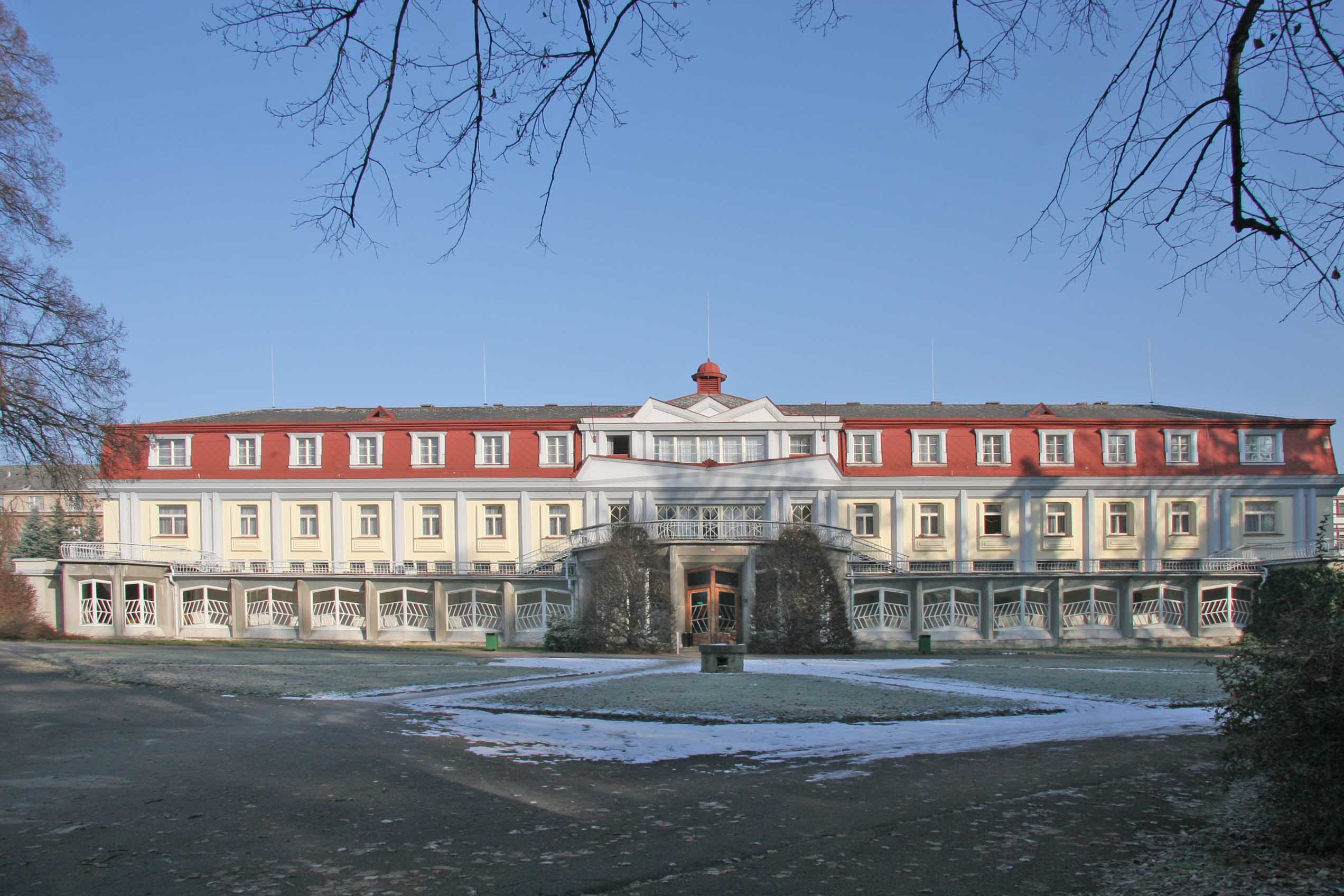
Дом в Лазне-Богданце
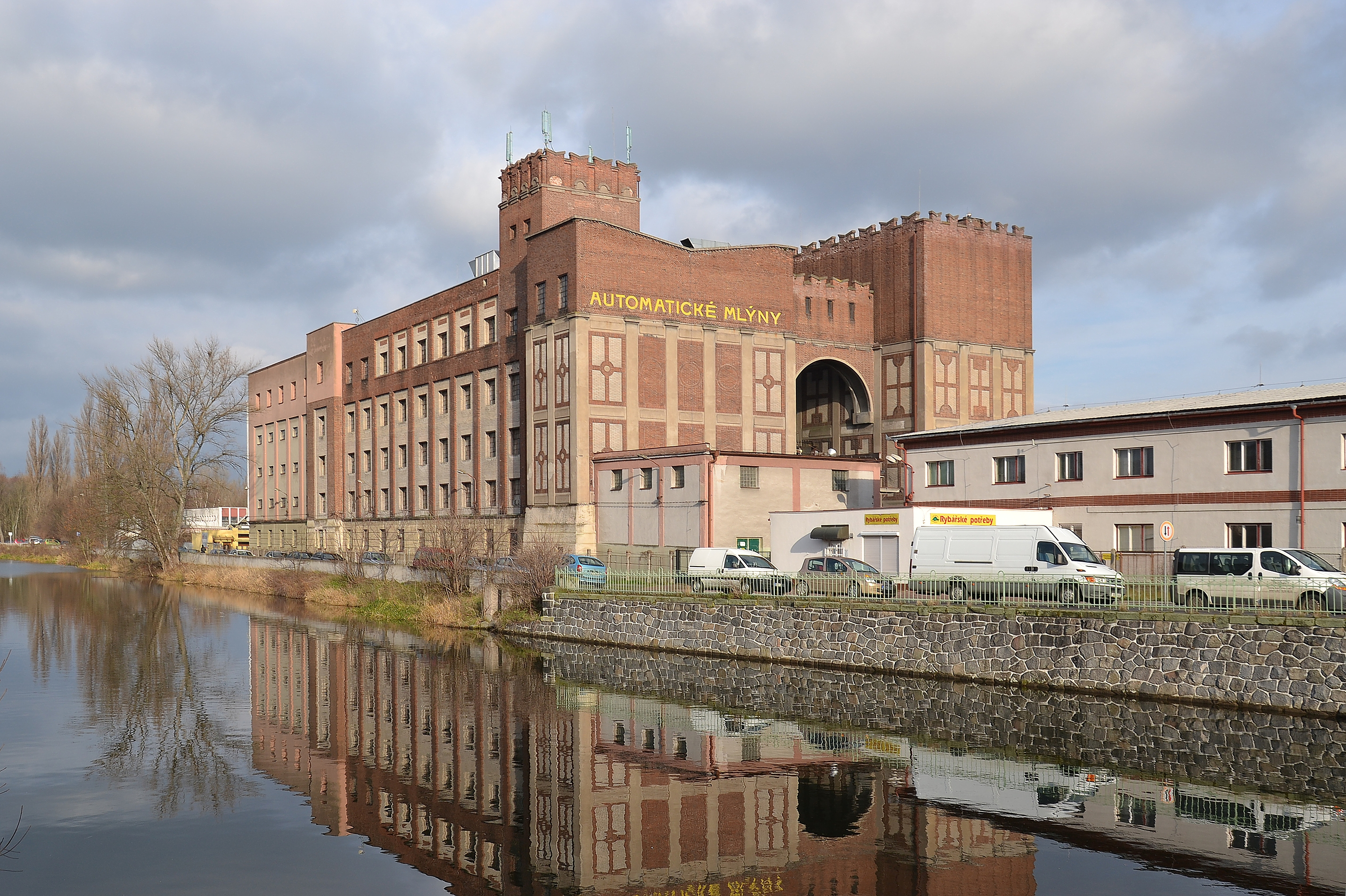
Здание мельницы в Пардубице (1911)
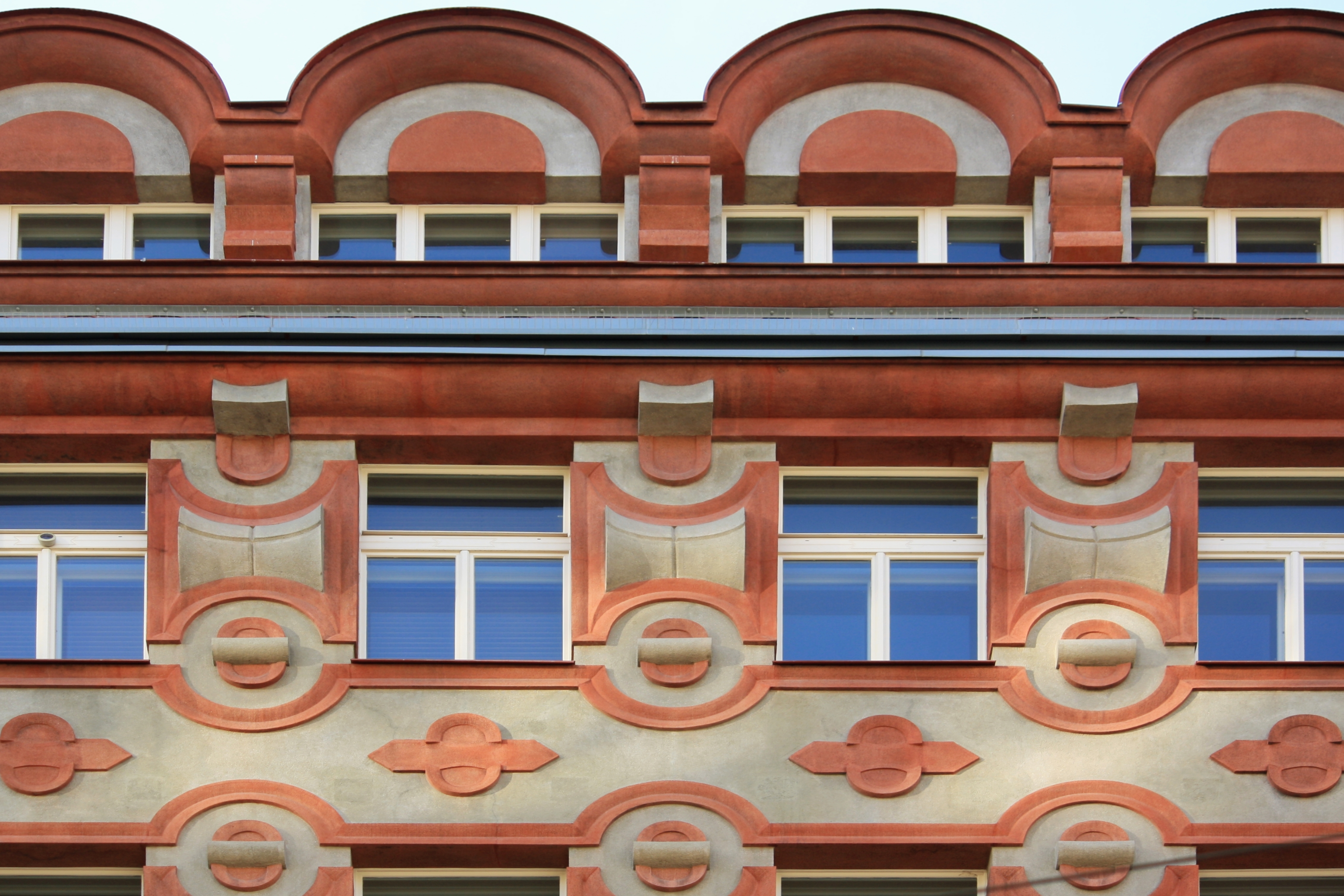
Фасад дома Франтишека Мышака, Прага, Нове Място
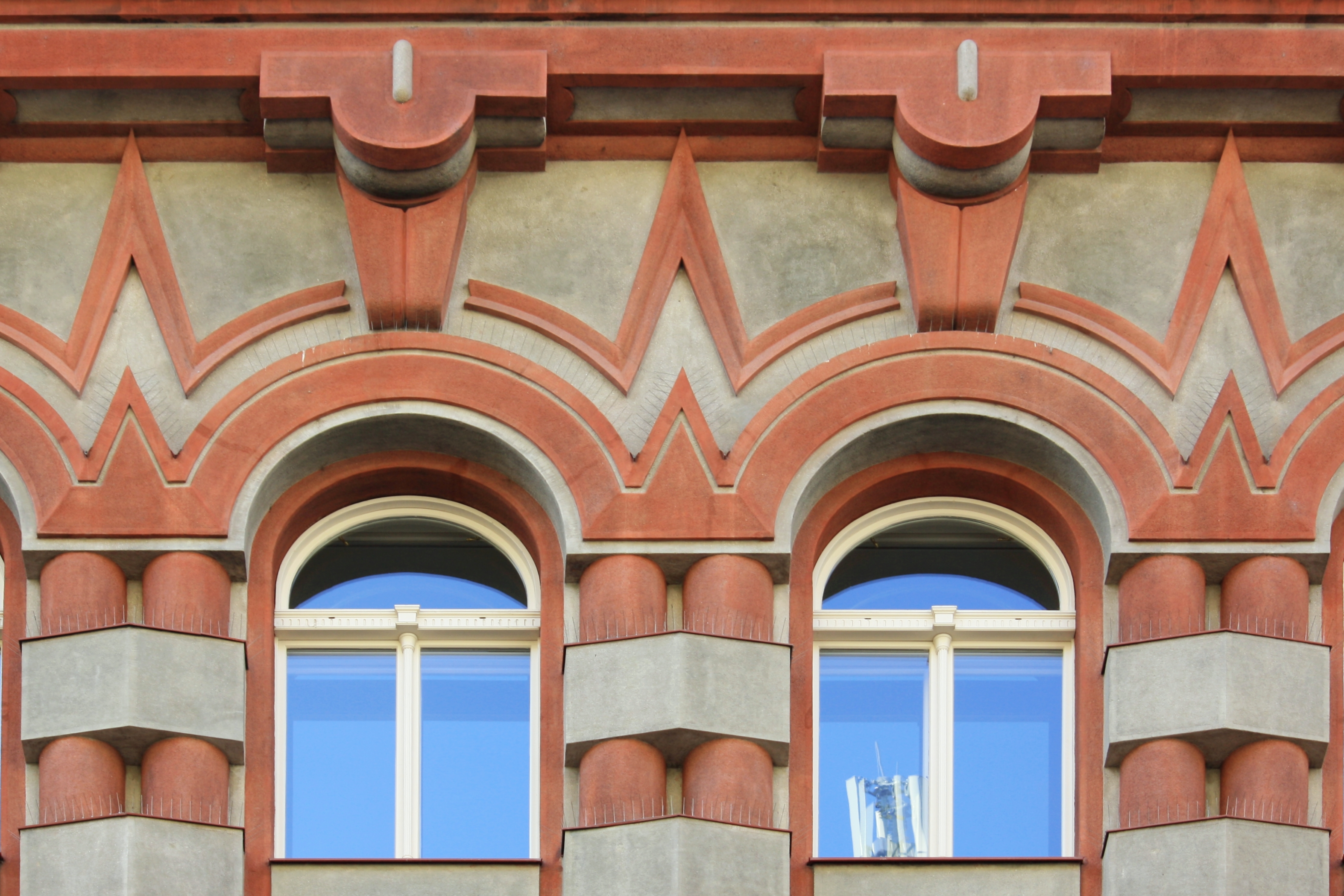
Фасад дома Франтишека Мышака, Прага, Нове Място
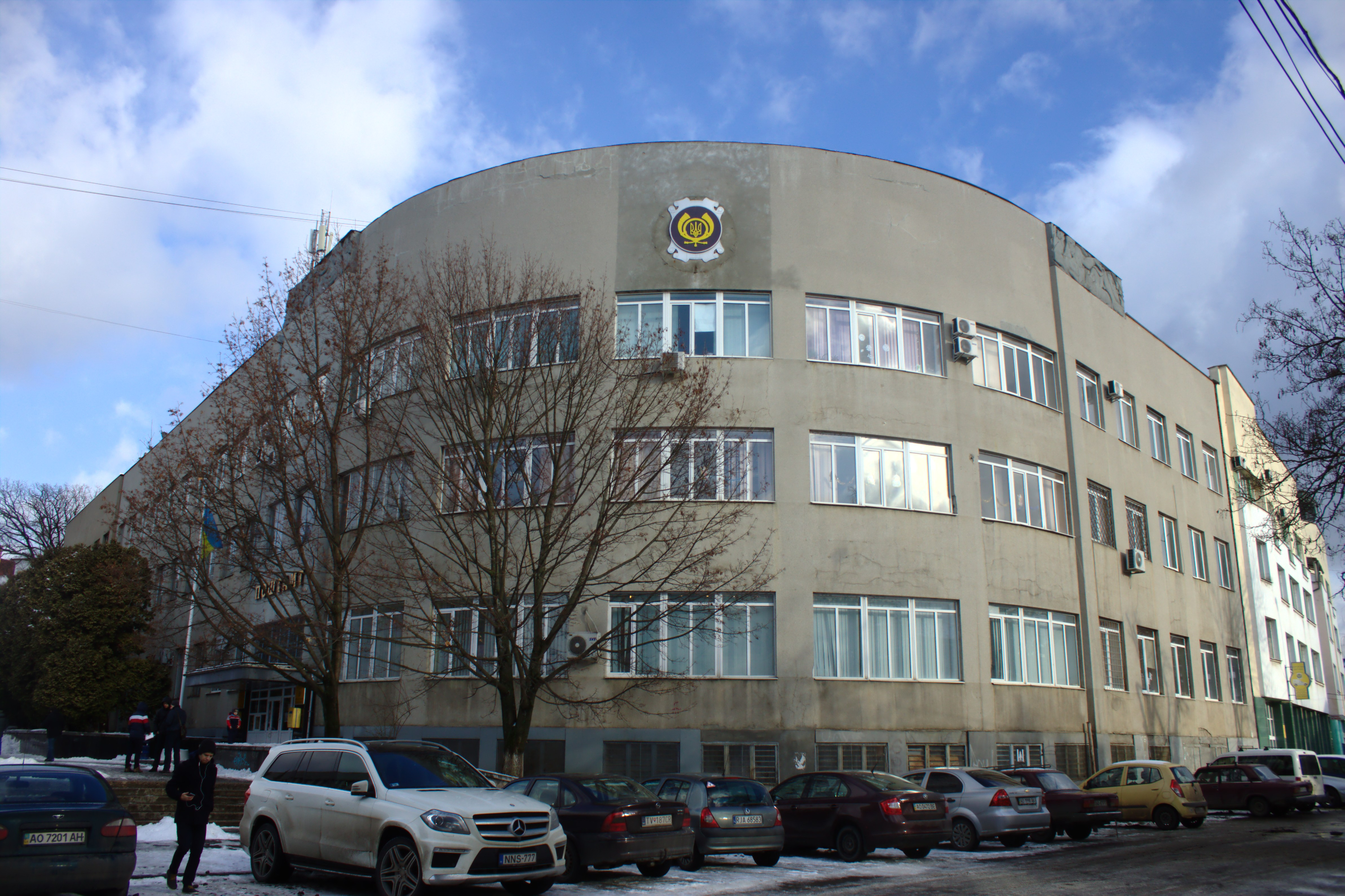
Здание почты, Ужгород
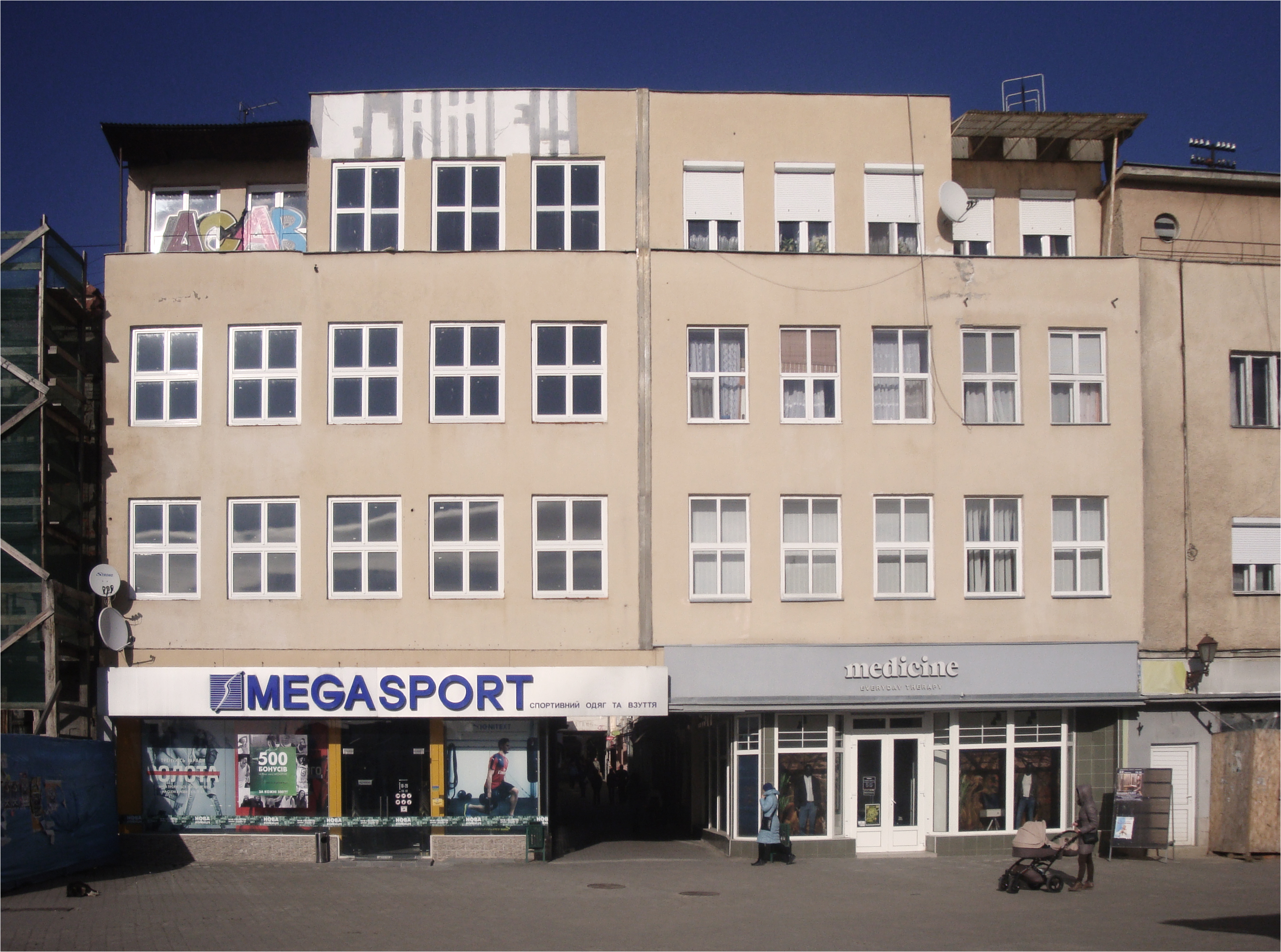
Здание фирмы BAŤA, Ужгород